# Skakligaen
Die Skakliga ist die höchste Spielklasse im dänischen Mannschaftsschach. Dieser gehören 10 Mannschaften an; gespielt wird an 8 Brettern.

## Organisationsform
Die 10 teilnehmenden Mannschaften spielen ein einfaches Rundenturnier, über die Endplatzierung entscheidet zunächst die Anzahl der Brettpunkte (ein Punkt für eine Gewinnpartie, ein halber Punkt für eine Remispartie, kein Punkt für eine Verlustpartie), anschließend die Anzahl der Mannschaftspunkte (zwei Punkte für einen Sieg, ein Punkt für ein Unentschieden, kein Punkt für eine Niederlage). Besteht anschließend immer noch Gleichstand, entscheidet das bessere Ergebnis am ersten Brett, bei erneutem Gleichstand das bessere Ergebnis am zweiten Brett usw. Falls die Ergebnisse an allen Brettern gleich sind, entscheidet das Los. Die beiden Letzten steigen in die 1. Division ab und werden durch die Sieger der beiden Staffeln der 1. Division ersetzt.
Pro Wettkampf darf eine Mannschaft maximal zwei Ausländer einsetzen, jedoch fallen Ausländer, die in Dänemark (inklusive der Färöer und Grönland) oder in Südschleswig ihren festen Wohnsitz haben, nicht unter diese Beschränkung.
Die Bedenkzeit beträgt 90 Minuten für die ersten 40 Züge und 30 Minuten bis zum Partieende; ab dem ersten Zug erhält jeder Spieler zudem eine Zeitgutschrift von 30 Sekunden pro Zug bis zum Ende der Partie.

## Geschichte
Die Skakliga wurde zur Saison 2004/05 als Nachfolger der bis dato höchsten Spielklasse, der 1. Division eingeführt. Bei Gründung gehörten der Skakliga 8 Mannschaften an, zur Saison 2005/06 wurden diese auf 10 Mannschaften erweitert. Seit der Saison 2008/09 trägt sie den Namen XtraCon Skakligaen.

## Sieger der Skakliga
- 2005: Helsinge Skakklub
- 2006: Helsinge Skakklub
- 2007: Helsinge Skakklub
- 2008: Helsinge Skakklub
- 2009: Helsinge Skakklub
- 2010: Århus Skakklub/Skolerne
- 2011: Jetsmark Skakklub
- 2012: Jetsmark Skakklub
- 2013: Skanderborg Skakklub
- 2014: Brønshøj Skakforening
- 2015: Skanderborg Skakklub
- 2016: Philidor
- 2017: Philidor
- 2018: Skanderborg Skakklub
- 2019: Køge Skakklub
- 2020: Køge Skakklub
- 2021: abgebrochen
- 2022: Køge Skakklub
- 2023: Køge Skakklub
- 2024: Skanderborg Skakklub
- 2025: Hillerød Skakklub